# Philipp Heinrich Walther
Philipp Heinrich Walther (* 23. März 1768 in Ossenheim; † 31. August 1837 in Nieder-Wöllstadt) war ein hessischer Landwirt und Politiker und Abgeordneter der 2. Kammer der Landstände des Großherzogtums Hessen.
Philipp Heinrich Walther war der Sohn des Johann Heinrich Walther und dessen Ehefrau Elisabetha Catharina, geborene Nartz. Walther, der evangelischen Glaubens war, war „Ökonom und Pfauwirt“ in Nieder-Wöllstadt und heiratete am 8. Mai 1797 Marie Elisabeth geborene Pflug.
Von 1826 bis 1830 gehörte er der Zweiten Kammer der Landstände an. Er wurde für den Wahlbezirk Oberhessen 10/Butzbach gewählt.